# Driftwood (film, 1912, Dwan)
Pour les articles homonymes, voir Driftwood (homonymie).
Pour plus de détails, voir Fiche technique et Distribution.
Driftwood est un film muet américain réalisé par Allan Dwan et sorti en 1912.

## Fiche technique
- Titre : Driftwood
- Réalisation : Allan Dwan
- Scénario :
- Photographie :
- Montage :
- Producteur :
- Société de production : American Film Manufacturing Company
- Société de distribution : Motion Picture Distributors and Sales Company
- Pays de production :  États-Unis
- Langue : film muet avec les intertitres en anglais
- Format : Noir et blanc — 35 mm — 1,33:1 — Muet
- Genre : Western
- Durée : 10 minutes
- Dates de sortie : 
  - États-Unis : 22 avril 1912

## Distribution
- J. Warren Kerrigan : le mari ivre
- Pauline Bush : la femme
- Jack Richardson : le faux ami
- Jessalyn Van Trump : la réformatrice